# Rämmasjön, Ångermanland
Rämmasjön är en sjö i Sollefteå kommun i Ångermanland och ingår i Ångermanälvens huvudavrinningsområde. Sjön har en area på 0,616 kvadratkilometer och ligger 233,1 meter över havet. Sjön avvattnas av vattendraget Björkån.

## Delavrinningsområde
Rämmasjön ingår i det delavrinningsområde (702998-157049) som SMHI kallar för Utloppet av Rämmasjön. Medelhöjden är 296 meter över havet och ytan är 11,54 kvadratkilometer. Räknas de 6 avrinningsområdena uppströms in blir den ackumulerade arean 66,2 kvadratkilometer. Björkån som avvattnar avrinningsområdet har biflödesordning 2, vilket innebär att vattnet flödar genom totalt 2 vattendrag innan det når havet efter 57 kilometer. Avrinningsområdet består mestadels av skog (94 procent). Avrinningsområdet har 0,61 kvadratkilometer vattenytor vilket ger det en sjöprocent på 5,3 procent.